# Hieracium chloromaurum
Hieracium chloromaurum là một loài thực vật có hoa trong họ Cúc. Loài này được Johanss. mô tả khoa học đầu tiên năm 1905.